# Bupalus iberaria
Bupalus iberaria är en fjärilsart som beskrevs av Friedrich Anton Kolenati 1846. Bupalus iberaria ingår i släktet Bupalus och familjen mätare. Inga underarter finns listade i Catalogue of Life.